# Thomas Evenson
Thomas "Tom" Evenson, född 9 januari 1910 i Manchester, död 28 november 1997, var en brittisk friidrottare.
Evenson blev olympisk silvermedaljör på 3 000 meter hinder vid sommarspelen 1932 i Los Angeles.